# Joseph Lekens
Joseph Adam Eugene Lekens (* 22. April 1911 in Antwerpen; † 13. September 1973 ebenda) war ein belgischer Eishockeyspieler.

## Karriere
Joseph Lekens nahm für die belgische Nationalmannschaft an den Olympischen Winterspielen 1936 in Garmisch-Partenkirchen teil. Mit seinem Team belegte er den 13. und somit letzten Platz. Er selbst kam im Turnierverlauf in drei Spielen zum Einsatz.
Auf Vereinsebene spielte er unter anderem für Le Puck Antwerpen, mit dem er in den 1920er Jahren mehrfach den belgischen Meistertitel gewann. Zudem lief er später für CPA Antwerpen, den Brusselse IJshockeyclub und den Metro IHC auf.
Aus Anlass der Jubiläumsfeierlichkeiten zu einhundert Jahren belgischen Eishockeys wurde er im November 2008 gemeinsam mit Björn Steijlen, Mike Pellegrims, Willy Kreitz, Bob Moris senior und Bob Moris junior zum Mitglied der belgischen Jahrhundertmannschaft ernannt.